# Papuacepheus garciai
Papuacepheus garciai är en kvalsterart som beskrevs av Corpuz-Raros 2004. Papuacepheus garciai ingår i släktet Papuacepheus och familjen Otocepheidae. Inga underarter finns listade i Catalogue of Life.